# Propithecus deckenii
Propithèque de von der Decken
Espèce
Statut de conservation UICN

 CR A3cd : 
En danger critique
Statut CITES
Le Propithèque de von der Decken, Propithèque de Decken ou encore Sifaka de Decken (Propithecus deckenii) est un lémurien de la famille des indridés.

## Répartition et habitat

Répartition de l'espèce à Madagascar.

Le Propithèque de von der Decken vit dans les forêts sèches caducifoliées de l'Ouest de Madagascar. Il est présent et protégé dans le parc national du Tsingy de Namoroka.

## Liste des sous-espèces
Selon Mammal Species of the World (version 3, 2005)  (12 décembre 2014) :
- sous-espèce Propithecus deckenii deckenii
- sous-espèce Propithecus deckenii coronatus - le propithèque couronné